# Mazda MX-5
Mazda MX-5 er en åben topersoners sportsvogn fra den japanske bilfabrikant Mazda. På det nordamerikanske marked hedder modellen Miata, hvilket er en betegnelse som også benyttes af entusiaster over hele verden.
Bilmodellen er baghjulstrukket og har vinylkaleche med aftagelig hardtop som ekstraudstyr. Senere modeller har også foldbart metaltag.

## Modelversioner

### NA
Første generation af MX-5 blev præsenteret i 1989, og salget startede i 1990. Modellen, kaldet "NA", har tydelige influenser fra topersoners roadstere fra 1960'erne og 1970'erne som f.eks. Honda S800, MGB, Triumph Spitfire og Lotus Elan. Fra Lotus Elan lånte Mazdas amerikanske designteam en stor del af udseendet med bl.a. de typiske pop-up forlygter. Dette gav bilen en sløv start i England, men i resten af verden blev MX-5 en succes.
Bilen satte gang i en efterspørgsel på små, relativt billige og køreglade biler uden betvungne praktiske hensyn som f.eks. bagsæde eller stort bagagerum. Konkurrenterne blev bl.a. MGF, BMW Z3 og Honda S2000.
Motoren var fra begyndelsen en 16-ventilet langsliggende motor på 1.596 cm³ med femtrins gearkasse og 116 hestekræfter. I 1994 kom en ny motor på 1.795 cm³ med en effekt på 131 hk. Denne effektøgning gav dog egentlig ikke en rappere bil, da den øgede effekt forsvandt i en mere effektiv rensning af udstødningsgasserne og bedre styring af indsprøjtningen samt øget vægt på grund af forstærkning af chassiset. 1.795 cm³-versionen er dog stærkere og ligger bedre på vejen end 1.596 cm³-versionen, men i motorløbssammenhæng er 1.596 cm³-versionen bedre på grund af sin lave vægt. I 1995-96 fandtes også en model med 90 hk, som oprindeligt blev solgt i Tyskland, men dog er almindelig som importbil pga. den lave pris i det gamle hjemland.

### NB
Versionen "NB" blev bygget mellem 1998 og 2005. Produktudviklingen indebar først og fremmest et nyt design med faste forlygter og en mere kurvet linjeføring med Dodge Viper som inspiration. Under karrosseriet er det kun detaljer, som adskiller denne fra "NA". Denne version blev ændret igen i detaljerne i 2001 og fik en anden front, denne kaldes ofte "Facelift".
"NB" fandtes også i en "jubilæumsmodel" med specielt udstyr, sekstrins gearkasse og effekten øget til 140 hk.

### NC
Den tredje generation, "NC", kom i 2006. Denne bil er en helt ny model, og på typisk Mazdavis er man ikke bange for at hente inspiration fra omverdenen, denne gang var den bl.a. hentet fra Honda S2000. "NC" findes både som traditionel cabriolet og med metaltag. Motor: 4 cylindere, 1,8 liter, 126 HK, 5 gear, vægt 1122 kg, eller 2,0 liter motor med 160 HK. "NC" med 160 hk kan køre lige så hurtigt som den betydeligt motorstærkere BMW M3 i Automobils A-Sprint.

### ND
Fjerde generation blev præsenteret 3. September 2014 i Monterey Californien af chefen for Mazdas amerikanske designteam Derek Jenkins. Bilen blev præsenteret som en årgang 2016 model og kom i handlen i slutningen af 2015. Motor: 4 cylindere, 1,5 liter, 129 HK, 6 gear, vægt 1050 kg, eller 2 liters motor med 160 HK.
I efteråret 2016 blev en model ND med fasttag og en slags Targabøjle lanceret, modelbetegnelse MX-5 RF(retractable targa-style.roof), og salget startede i begyndelsen af 2017. Denne model kan også leveres med automatgear.
I 2021 kommer der en jubilæumsmodel af model ND - 100th Anniversary Edition...
Som navnet fortæller, er MX-5 100th Anniversary Edition en hyldestversion i anledning af Mazdas 100 års jubilæum, og den findes kun i en enkelt version, hvor den er lakeret i hvid metallic og har rød kaleche samt matchende røde lædersæder.